# Unione Sportiva Sanremese 1935-1936
Questa pagina raccoglie le informazioni riguardanti l'Unione Sportiva Sanremese nelle competizioni ufficiali della stagione 1935-1936.

## Rosa
| N. |                      | Ruolo | Calciatore           |
| -- | -------------------- | ----- | -------------------- |
|    | Italia (bandiera)    | D     | Pio Roberto Alice    |
|    | Italia (bandiera)    | C     | Alfredo Barisone     |
|    | Argentina (bandiera) | D     | Domingo Bertolo (II) |
|    | Italia (bandiera)    | A     | Giuseppe Ferrari     |
|    | Italia (bandiera)    | D     | Ernesto Finelli      |
|    | Uruguay (bandiera)   | A     | Ricardo Frione (I)   |
|    | Italia (bandiera)    | D     | Amilcare Gilardoni   |

| N. |                   | Ruolo | Calciatore        |
| -- | ----------------- | ----- | ----------------- |
|    | Italia (bandiera) | C     | Cesare Jones      |
|    | Italia (bandiera) | P     | Nello Lecci       |
|    | Italia (bandiera) | C     | Aurelio Marchese  |
|    | Italia (bandiera) | A     | Luigi Pantani     |
|    | Italia (bandiera) | A     | Emilio Salamanno  |
|    | Italia (bandiera) | P     | Giuseppe Traverso |
|    | Italia (bandiera) | P     | Italo Zamberletti |